# Àcid decandioic
L'àcid decandioic, anomenat àcid sebàcic, és un àcid carboxílic amb dos grups carboxil de cadena lineal amb deu àtoms de carboni, la qual fórmula molecular és {\displaystyle {\ce {C10H18O4}}}. En bioquímica és considerat un àcid gras. És una substància molt important en la química industrial de la síntesi de poliamines i altres plàstics, en la producció de lubricants i en el món de la cosmètica.

## Propietats

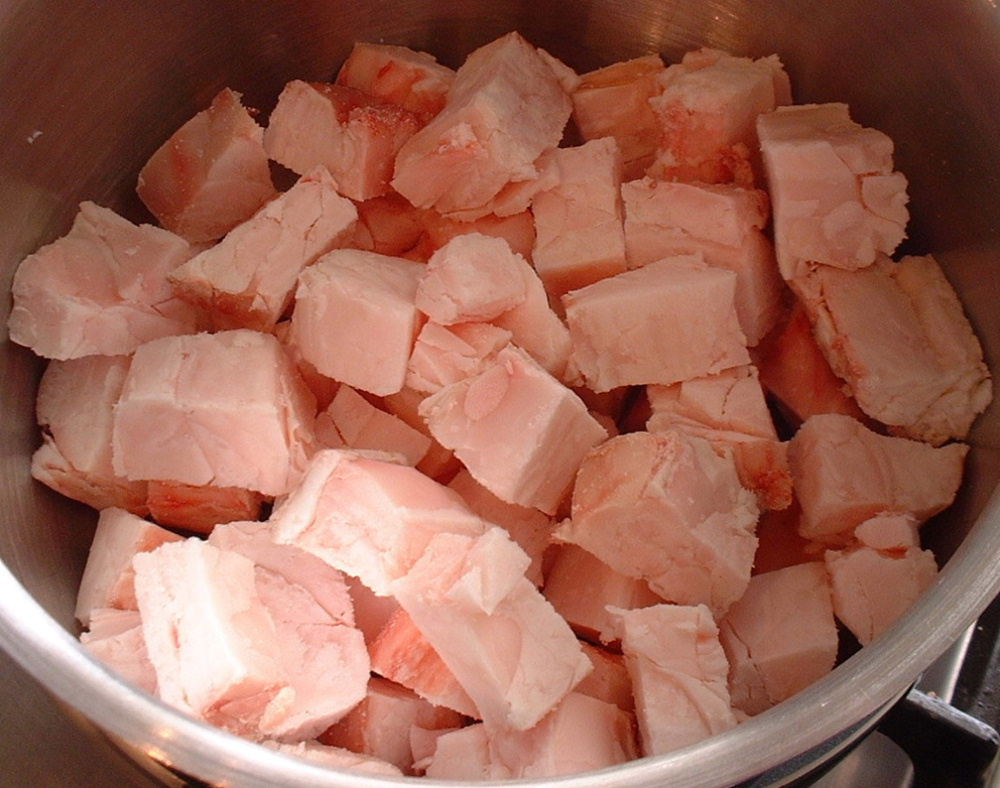
Seu de bou

A temperatura ambient és un sòlid de color blanc amb un punt de fusió de 130,8 °C i una densitat d'1,21 g/cm³ a 20 °C. És poc soluble en aigua. La seva estructura cristal·lina pertany al grup espacial P 21/c, i la seva cel·la elemental té les dimensions a = 10,9197 Å, b = 4,9876 Å, c = 9,9640 Å, α = 90°, β = 92,273° i γ = 90°.
El nom comú, àcid sebàcic, prové del llatí sebum, 'seu', greix sòlid obtingut per fusió i refinació dels teixits adiposos dels bòvids o d'altre bestiar.

## Obtenció

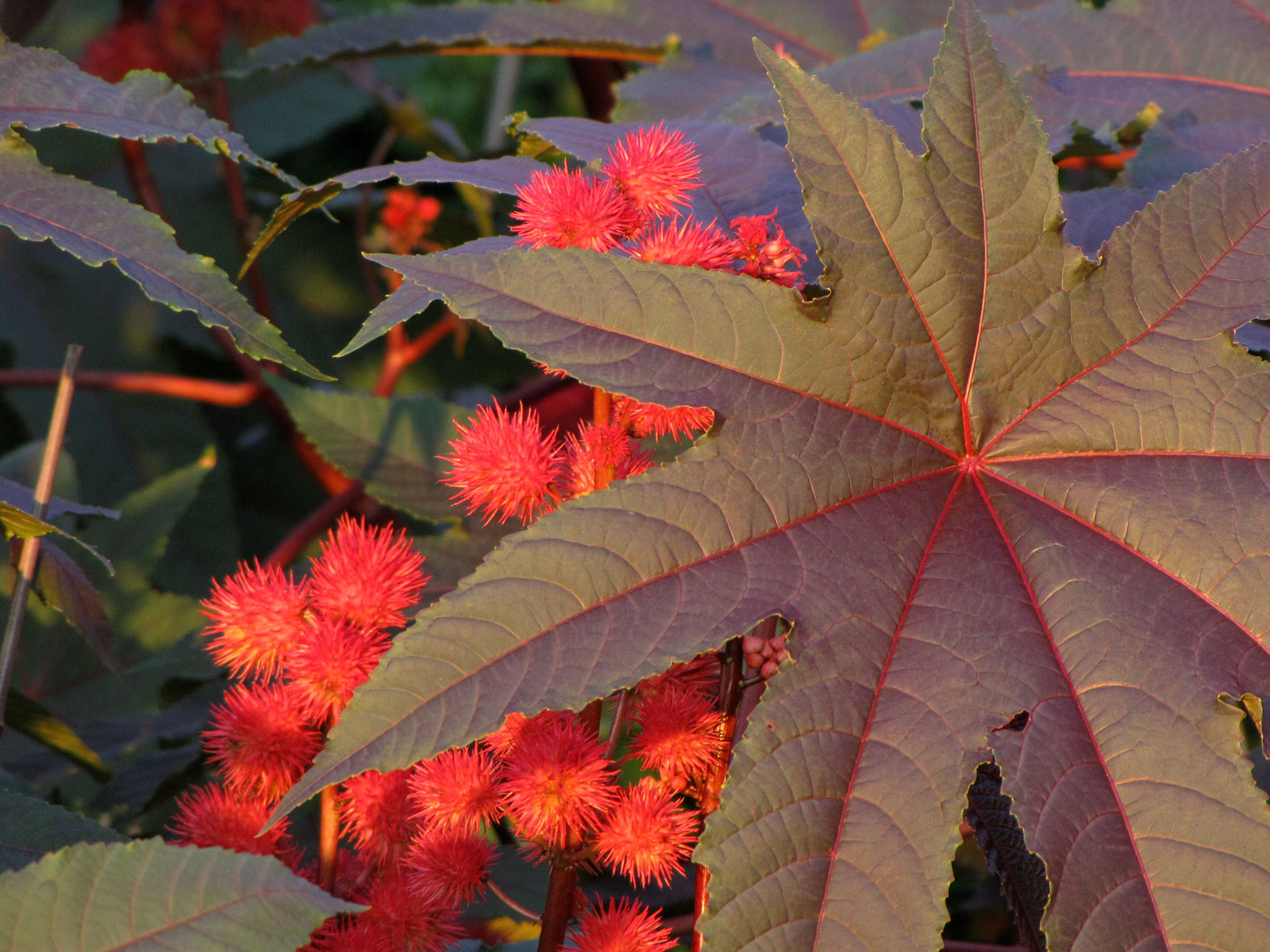
Ricí, Ricinus communis, de les seves llavors s'extreu l'oli de ricí

El 1748 Grutzmacher estudià el destil·lat de greixos animals, especialment del porc, però l'àcid decandioic no fou aïllat fins al 1802 pel químic francès Louis Jacques Thénard (1777-1857). El químic rossellonès Jules Bouis (1822-1886) l'obtingué el 1855 mitjançant la destil·lació seca de l'oli de ricí, que conté un 89,5 % àcid ricinoleic, en presència d'hidròxid de sodi.
Actualment, el mètode més econòmic de producció de l'àcid decandioic és el de Jules Bouis a partir de l'oli de ricí. En primer lloc, se separa l'àcid ricinoleic de la resta de components de l'oli de ricí. Això s'aconsegueix escalfant-lo a una temperatura d'uns 250 °C. A continuació se'l barreja amb un àlcali com la sosa càustica fosa i l'àcid ricinoleic és llavors escindit per digestió càustica per donar dos compostos: octan-2-ol i àcid decandioic. Aquest mètode produeix un rendiment baix, per la qual cosa s'utilitzen mètodes de purificació addicionals que generen rendiments de major puresa. La reacció química és:
{\displaystyle {\ce {CH3-(CH2)5-CHOH-(CH2)10-COOH->CH3-(CH2)5-CHOH-CH3+CH3OOC-(CH2)8-COOCH3}}}
Un mètode alternatiu pren com a punt de partida l'àcid hexanodiòic o àcid adípic. En aquest procés, l'àcid decandioic d'alta puresa prové d'un procés d'oxidació elèctrica a partir de la part electroquímica de la síntesi de Kolbe. Fou desenvolupat per Asahi Chemical Industry al Japó i també per BASF a Alemanya. En primer lloc, l'àcid hexanodiòic és parcialment esterificat per formar l'hexanodioiat de monometil. Mitjançant l'electròlisi de la sal de potassi d'aquest èster dissolt en metanol i aigua, se sintetitza el decanodioicat de dimetil, que llavors és hidrolitzat per donar l'àcid decandioic. Les reaccions químiques que es produeixen són:
{\displaystyle {\ce {2 CH3OOC-(CH2)4-COO^- -> CH3OOC-(CH2)8-COOCH3 + 2e^-}}}{\displaystyle {\ce {CH3OOC-(CH2)8-COOCH3 + 2 H2O -> HOOC-(CH2)8-COOH + 2 CH3OH}}}

## Aplicacions
L'àcid decandioic, i els seus derivats com l'àcid azelàic, tenen una gran varietat d'usos industrials.

### Cosmètica

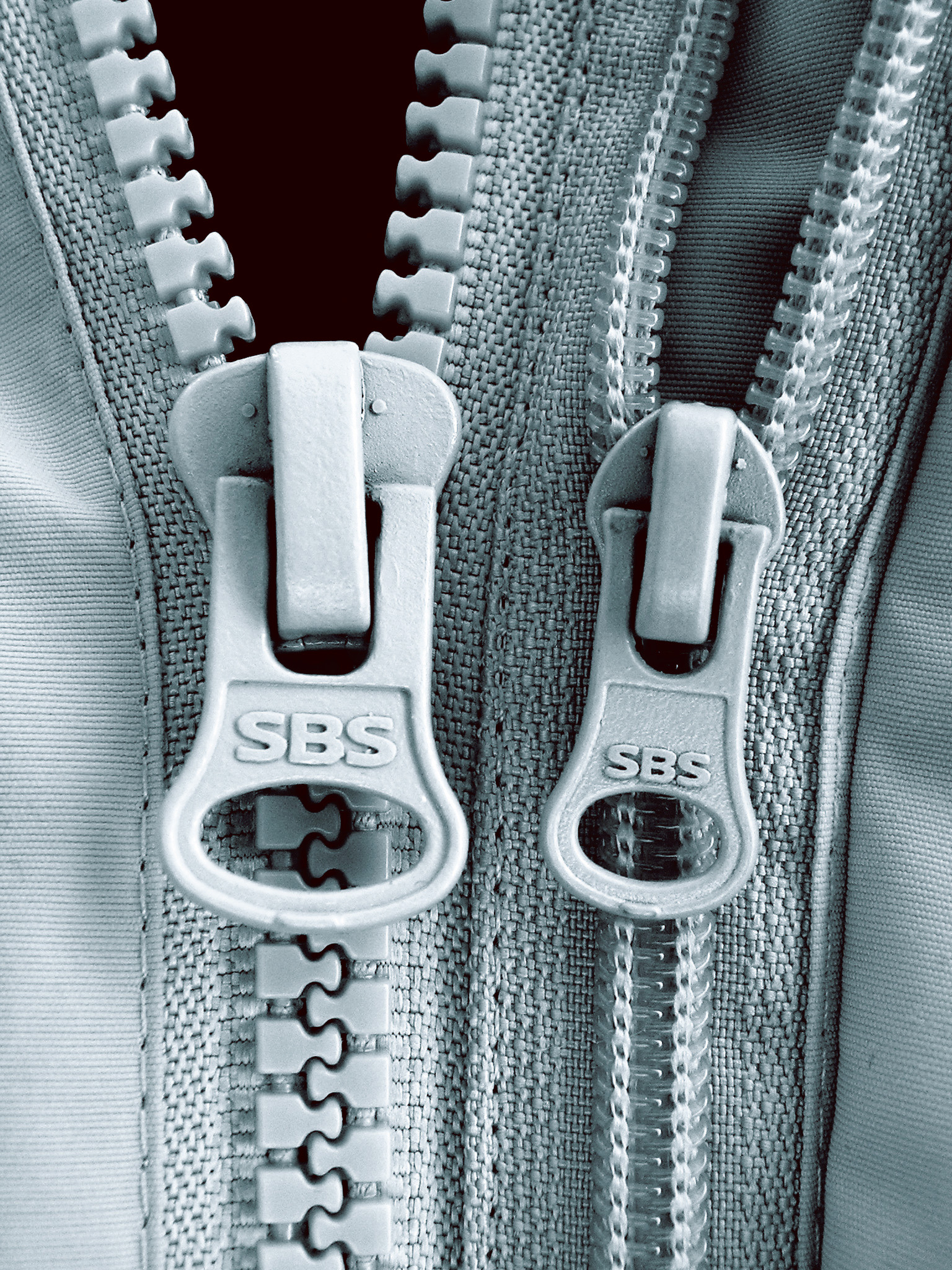
Les cremalleres es fabriquen amb niló

L'àcid decandioic es pot utilitzar directament en la formulació de cosmètics com a corrector de pH (tampó). En aquest cas, les principals aplicacions són la cura de la pell, principalment del rostre i coll, i els cosmètics de color. També es fa servir àmpliament per a produir els seus èsters (de diisopropil, d'etilhexil, de dibutil i de dietil), els quals s'usen com emoliens, dissolvents, plastificants, emmascarants (reduint o inhibint l'olor bàsica del producte), la formació de pel·lícules, el cabell o el condicionament de la pell. En general, aquests èsters es consideren que permeten una bona penetració, fan una sensació de pell no oliosa i sedosa.

### Plàstics
L'aplicació més coneguda de l'àcid decanodioc en el món dels plàstics és la fabricació de poliamides o nilons (PA 6.10, PA 4.10, PA 10.10, etc.). En comparació amb els diàcids amb un menor nombre d'àtoms de carboni, com ara l'àcid adípic, l'àcid decandioic proporciona una millor flexibilitat, ductilitat, hidrofobicitat i menor temperatura de fusió. Els altres tipus de plàstics on s'utilitza són copoliamides, polièsters, copoliésteres, resines alquídiques, polièster, poliols, poliuretans, etc.

### Lubricants
L'àcid decandioic s'utilitza àmpliament per produir un el decanodioiat de disodi, un èster inhibidor de la corrosió. L'aplicació principal d'aquesta sal és com a fluid refrigerant (anticongelació) per a motors d'aeronaus, automòbils i camions. També és matèria primera per produir dièsters orgànics (DOS, DBS...), que s'utilitzen com a olis base per a lubricants d'alt rendiment (automoció, turbines aeroespacials, sistemes hidràulics i de compressió d'alta fiabilitat).